# Hermanúbis
Na  mitologia clássica, Hermanúbis era o deus egípcio-romano que combinava Hermes (mitologia grega) com Anúbis (mitologia egípcia). O seu culto foi particularmente popular durante o Império Romano, mas, ao longo do tempo perde-se a popularidade e na queda do Império romano é quase esquecida.